# フローラ・トリスタン
フローラ・トリスタン（Flora Tristan、1803年4月7日 - 1844年11月14日）は、フランスの作家、社会主義者、社会改革運動家、フェミニストである。ポール・ゴーギャンの祖母であり、「反逆者」トリスタンとゴーギャンのそれぞれの生涯を描いた『楽園への道』の作者であるペルーの小説家マリオ・バルガス・リョサが2010年にノーベル文学賞を受賞したことで、より広く知られるようになった。

## 背景

### ペルー貴族 - 私生児
フローラ・トリスタンは1803年4月7日、フロール・セレスティーヌ・テレーズ・アンリエット・トリスタン・イ・モスコーソとしてサン＝マンデ（現イル＝ド＝フランス地域圏・ヴァル＝ド＝マルヌ県）に生まれた。父ドン・マリアノ・デ・トリスタン・イ・モスコーソはアステカ最後の皇帝モクテスマ二世に遡るペルーの貴族であり、由緒ある裕福なクレオール（南米に定住したスペイン人）の家庭に生まれた。母アンヌ＝ピエール＝テレーズ・レネはフランスのプチ・ブルジョワ家庭に生まれ、フランス革命を逃れてビルバオ（スペイン）に滞在しているときに、サンティアゴ騎士団の騎士でアレキパ竜騎兵の大佐であったマリアノと出会い結婚した。ただし、宗教的結婚であり正式な結婚ではなかったため、後に生まれた二人の子は法的には私生児であった。

### フランス移住 - 父の急死
1802年にマリアノが退役した後、二人はパリに移住。翌年、フロールが生まれた（戸籍名は「フロール」というフランス語名だが、フローラ・トリスタンはスペイン風の「フローラ」という名前を生涯にわたって使い続けた）。1806年にトリスタン一家はパリのヴォージラール（現15区）に屋敷に移り住んだ。マリアノは、生涯をラテンアメリカの解放と統一に捧げ「解放者」と呼ばれることになる若きシモン・ボリバルが修学のために欧州を旅行した際に、保証人として一度ならず彼を屋敷に招いている。
だが、1807年6月14日の父マリアノの急死により、一家の境遇が一変した。母アンヌはまもなく第二子マリアノ・ピオ・アンリック・トリスタンを出産したが（1817年に10歳で死去）、ナポレオン戦争の最中であったため、ヴォージラールの屋敷が敵国スペインの財産としてフランス政府に没収され、パリ中心部、ライ＝レ＝ローズ（旧セーヌ県）、リラダン（旧セーヌ＝エ＝オワーズ県）と住居を転々とした。1818年、フローラが15歳のとき、母アンヌは土地家屋を売却し、パリ7区（現5区）のフーアール通りに居を定めた。当時下水道の役割を果たしていたビエーヴル川が流れる非衛生的な環境で、貧しい労働者や娼婦が住んでいた。この頃、フローラはある青年と愛し合い、結婚を考えていたが、フローラが私生児であったため結婚は許されなかった。

## 結婚 - 出産 - 自立
1820年にフローラは家計を助けるために石版工・版画家のアンドレ＝フランソワ・シャザルのアトリエで彩色工として働くようになった（アンドレの兄アントワーヌ・シャザルは有名な画家アンヌ＝ルイ・ジロデの弟子である）。シャザルに求婚されて1821年2月3日に結婚。これについては母アンヌの勧めもあり、フローラは後に著書『パリアの遍歴』の序文で「母は私が愛することも尊敬することもできない男と無理やり結婚させた」と語っている。
翌年には第一子アレクサンドル（9歳で死去）、1824年に二男エルネストが生まれた。だが、もともと愛情も尊敬も抱いていなかったシャザルとは性格も合わず（気性が激しく情熱的な彼女は教養も財産もない「プチ・ブルジョワ」の彼を侮蔑していた）、加えて彼の飲酒や賭博のために家計が苦しくなったため（彼女は後に裁判で、売春をして家計を助けるよう夫に要求されたと主張している）、生家に戻る決意をした。このときフローラはすでに第三子アリーヌ（後のゴーギャンの母）を妊娠しており、1825年10月16日に出産した。フローラはほとんど教育を受けていなかったため職に就くのが難しかったが、息子を里子に出し、娘の養育は母アンヌに任せて、未婚者と偽って英国貴族女性の付添婦（レディズ・コンパニオン）の仕事を得た。仕事そのものは後に「屈辱的であった」と語っているが、貴族女性に同行して欧州諸国を訪れたことが彼女の知見を広めることになった。
離婚はフランス革命期にいったん合法化されたものの、復古王政期の1816年5月8日付法律で再び禁止されたため、フローラは1828年にシャザルに対して財産分離の訴訟を起こし、勝訴した。翌1829年から娘のアリーヌと一緒にパリで暮らすようになったが、夫の追跡を逃れるために偽名を使った。この頃から、富を生産する労働者（生産者）は貴族や僧侶より重要であるとし、人道主義に基づく産業主義を標榜したサン＝シモン主義に惹かれ、バルテルミ・プロスペル・アンファンタンらのサン＝シモン主義の社会改革運動家が主宰する集会に出席するようになった。

## ペルー - パリアの遍歴
1831年、父権（親権）を有するシャザルに子の引渡しを要求され、激しい口論の後、息子エルネストを手放さざるを得なくなった。残った娘アリーヌの身の安全のためにいったんパリを離れたが、経済的に行き詰まり、アリーヌをアングレームの寄宿学校に入れて一人ペルーに向かう決意をした。ペルーのアレキパにいる亡き父マリアノの弟で裕福な土地所有者・製糖工場経営者の叔父ピオ・デ・トリスタンから父の遺産を分与してもらおうと考えたのである。だが、ここでもまた、叔父ピオは兄マリアノとアンヌは法律上の婚姻関係になく、フローラは兄マリアノの私生児であるとして、マリアノの遺産の5分の1に相当する金額を年金として支払うことに同意したのみであった。自分のルーツがあるペルーで、由緒ある貴族の家系の出であるにもかかわらず、嫡出子として認知されず、親族に見捨てられたフローラは自らを「パリア」（カースト制度の外に置かれた最下層民）と認識した。それはフランスでも同じであった。ナポレオン民法典では既婚女性は夫が自由に処分できる所有物であり、虐げられ、逃亡した彼女は、社会から排除された「パリア」であった。フランスからもペルーからも排除され、二重のパリアとなったフローラは、後にペルーでの体験をまとめた著書を『パリアの遍歴』と題して発表することになる。
フローラはペルーに10か月間滞在した。「良心的な旅人」を自称する彼女はペルー社会をつぶさに観察した。この成果が『パリアの遍歴』であり、同書は基本的には旅行記であり彼女の個人史の記録だが、ペルーの宗教儀式、風俗習慣、インディオの伝統的な生活・文化などの紹介のほか、サトウキビ・プランテーションの過酷な奴隷労働、絶大な権力をふるう支配階級やカトリック教会、政治の党派性など対する批判が随所に見られる。

## 執筆活動

### サン＝シモン主義 - 国際主義 - フェミニズム - フーリエ主義
1835年1月にパリに戻ったフローラは、娘アリーヌと共にセーヌ左岸に居を構えた。文学者、特に社会主義者と親交を深めながら、執筆活動に取りかかった。同年に自費出版した初著書『外国人女性を歓待する必要性』は、彼女自身、夫の同伴なく「独身」と偽って旅をし、疑われたり咎められたりした辛い経験から、独身女性を受け入れ、法律相談を提供したり宿泊施設をあっせんしたりする団体の必要性を訴えるパンフレットである。これ自体は実際的な内容だが、フローラのなかには国際主義とフェミニズムに基づく一種のユートピア思想が芽生えており、同年10月にはシャルル・フーリエに、彼のプロジェクトに協力したいという旨の熱烈な手紙を書き、会う機会を得た。
『外国人女性を歓待する必要性』が好評を博したため、『アルティスト』、『ヴォルール』、『ジュルナル・デ・デバ』、『ラ・プレス』、『パリ評論』などの社会主義・共和主義の新聞・雑誌に記事を発表する機会を得（『パリ評論』にはペルーでの観察に基づく「リマの女たち」を掲載した）、次第に注目を浴びるようになった。1837年11月に『パリアの遍歴』が出版された。フランスの新聞では好意的に取り上げられ、異国情緒と併せて一人の女性の波乱万丈の人生が読者の関心を引いたが、同書のペルー批判に激怒した叔父ピオは彼女に支給していた年金を即刻差し止めた。
フローラは社会主義者、フーリエ主義者、サン＝シモン主義者、フェミニストらとの親交を深めた。ウジェニー・ニボワイエが女性参政権・市民権行使のための議論の場として1836年に設立したグラブ『ガゼット・デ・ファム』の集会に参加してニボワイエのほか、オルタンス・アラール、アナイス・セガラらのフェミニストに出会い、女性の地位向上、特に離婚の合法化、本格的な女子教育、法の下における男女平等などに関する問題意識を共有したが、「女性問題」と「社会問題」が切っても切れない関係にあることに気づいていたフローラは、フェミニストらの「女性問題」にのみ特化した活動に参加することはほとんどなく、「最初の強い女」を自称し、単独で行動した。
また、フーリエ主義についても、ヴィクトル・コンシデランらのフーリエの弟子は解決すべき社会問題に取り組んでいないと批判する手紙をコンシデランが1836年に創刊した『ラ・ファランジュ』に送っている（1836年9月1日付『ラ・ファランジュ』掲載）。さらに、1837年7月にイギリスの社会主義者がパリで一連の講演会を開催したことをきっかけに、労働組合運動の草分けとされるロバート・オウエンの思想に傾倒した。

## シャザルによる子の拉致・フローラ殺害未遂
パリに戻って以来、再び特に娘アリーヌをめぐってシャザルとの争いが絶えなかった。1835年11月に二人の住所を突き止めたシャザルがアリーヌを拉致し、激しい口論から警察を呼ぶ騒ぎになり、検事代理の助言に従ってアリーヌを寄宿学校に入れることにした。しかし、1836年11月にシャザルが再びアリーヌを拉致した。1837年4月にフローラはアリーヌから父シャザルの性的虐待を訴える手紙を受け取り、警察に通報した。シャザルは近親相姦のかどで逮捕されたが、証拠不十分で無罪放免となった。フローラはシャザルとの別居訴訟を起こして二人の子どもの親権を争い、1838年3月14日に民事裁判で別居が認められた。息子エルネストはシャザルが引き取り、アリーヌは両当事者の合意により職業訓練寄宿学校に入れることになったが、実際にはアリーヌは母フローラと暮らし、エルネストはフローラの母アンヌに預けられた。作家として名を成したフローラが有力者の支援を得ていると思い込み、激しい憎悪を抱いたシャザルは、同年6月、ピストルを2丁購入した。フローラの母アンヌは知り合いからシャザルが悪事を企てているらしいと知らされ、エルネストをシャザルのもとに送ったが、彼をなだめることはできず、フローラは不安を抱いていた。9月10日、フローラは自宅を出たところでシャザルに撃たれ、重傷を負った。一命を取り留めたものの、左胸に入った弾は心臓に近すぎたために取り出すことができなかった。翌1839年1月にシャザルの裁判が行われた。シャザルの弁護士はフローラが『パリアの遍歴』で赤裸々に語った私事を引き合いに出し、彼女の不義を申し立てたが、翌2月に判決が下り、シャザルは20年の懲役刑を宣告された。

## 女性問題・労働者問題

### 人類の導き手
夫の服役によってようやく自由の身になったフローラは執筆活動に専念した。すでに1838年11月に、「人民の友」としての正義感に溢れ、才能があるにもかかわらず、プロレタリアートの出であるがために「所有者の奴隷」として惨めな人生を送る青年を描いた社会小説『メフィス』を発表している。これはフローラが執筆した唯一の小説であり、プロレタリアと女性を同じ貴族階級・ブルジョア階級によって虐げられた者として描くことで、隷属からの解放を訴え、さらには女性を「知性が野蛮な力に取って代わる」新たな世界への「人類の導き手」として位置付けている。

### 英国労働者の悲惨さ

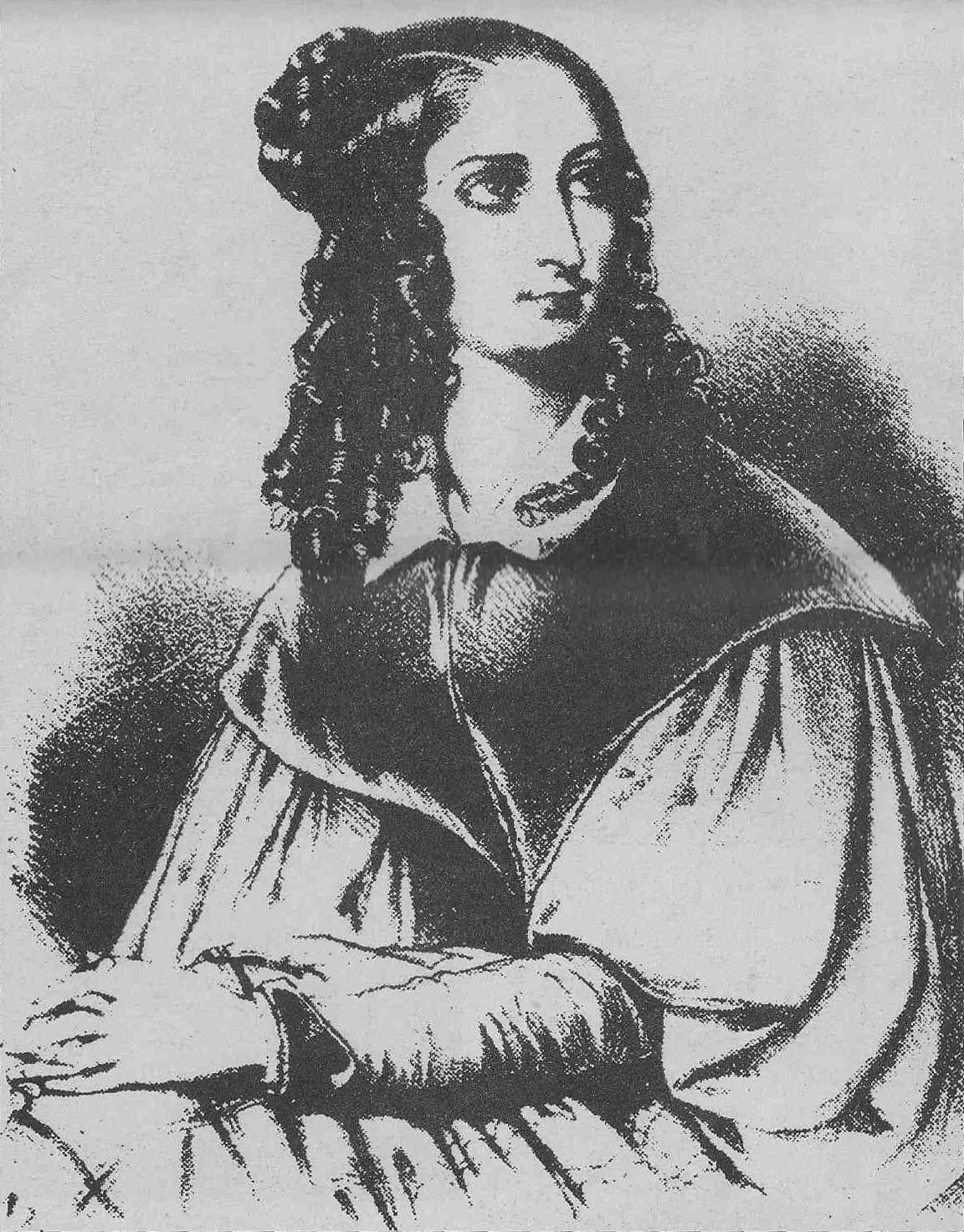
フローラ・トリスタン

1826年、31年、35年に渡英し、イギリス産業革命の過程を目の当たりにしたフローラは、1839年、労働者の現状をつぶさに観察するために再度渡英したが、工場労働者の悲惨さ、貧困地区の惨めな暮らし、売春や犯罪の横行による風俗壊乱にショックを受けた。そこで、児童労働・売春、監獄制度（ニューゲート監獄、コールドバス・フィールズ監獄）などについて実地に調査し、オーエン主義者やチャーチスト運動の指導者らに会い、こうした成果を「イギリスの制度の悪を摘発し、大陸においてこれを未然に防ぐために」として1840年に「労働者に捧げる」著書『ロンドン散策』を発表した（1842年、普及版出版）。本書ではまた、女性の「奴隷制度」を指摘し、メアリ・ウルストンクラフトの『女性の権利の擁護』に言及しつつ、市民権・参政権、就業機会、職業教育、自由意思による離婚における男女平等を訴えている。

### 労働者連合
女性問題と労働者問題を同次元の問題として捉え、女性こそ「人類の導き手」であると考えたフローラは、労働者の連帯・団結を呼びかける『労働者連合』を著した。それまでは職業別の徒弟制度としてフランス各地を遍歴して親方のもとで修行する同業者組合制度が存在したが、フローラは主にアグリコル・ペルディギエの『同業者組合の書』、ピエール・モロー の『全職業従事者への呼びかけ』、ジャン・ゴセ の『同業者組合の再生』に発想を得て、職種や国境を越えた国際主義的な組織を結成する必要があると訴えた。しかし、当時は政治結社自体が禁止されていたため、『労働者連合』の出版を引き受ける出版社が見つからなかった。そこでフローラは「労働者連合」運動の賛同者に寄付を募り、アルフォンス・ド・ラマルティーヌ、ウージェーヌ・シュー、ジョルジュ・サンドらの社会主義の作家、画家、医師、知識人、政治家および無名の労働者の支援を得て、1843年5月にようやく出版にこぎつけた。さらに、フローラは同業者組合制度に倣ってフランス各地（オセール、ディジョン、シャロン＝シュル＝ソーヌ、マコン、リヨン、ロアンヌ、サン＝テティエンヌ、アヴィニョン、マルセイユ、トゥーロン、ニーム、カルカソンヌ、ベジエ、トゥールーズ、アジャン、ボルドー）を遍歴しながら講演会を行った。これについてはさらにフーリエ主義者やフリーメイソン・ロッジのほか、ヴィクトル・ユーゴー、ヴィクトル・シュルシェール、ピエール＝ジャン・ド・ベランジェ、マルスリーヌ・デボルド＝ヴァルモール、フェリシテ・ド・ラムネー、シャルル＝ジョゼフ・トラヴィエ・ド・ヴィレール、ピーター・ホーク、ラシェル・フェリックスなど国内外から支援を得、後に社会踏査とプロパガンダを兼ねる『フランス修業遍歴 ― 道徳的・精神的・物質的側面における労働者階級の現状』を執筆した（1973年、没後出版）。1844年4月には『労働者連合』の第二版が出版されたが、これも賛同者の寄付によるものであった。

## 早逝

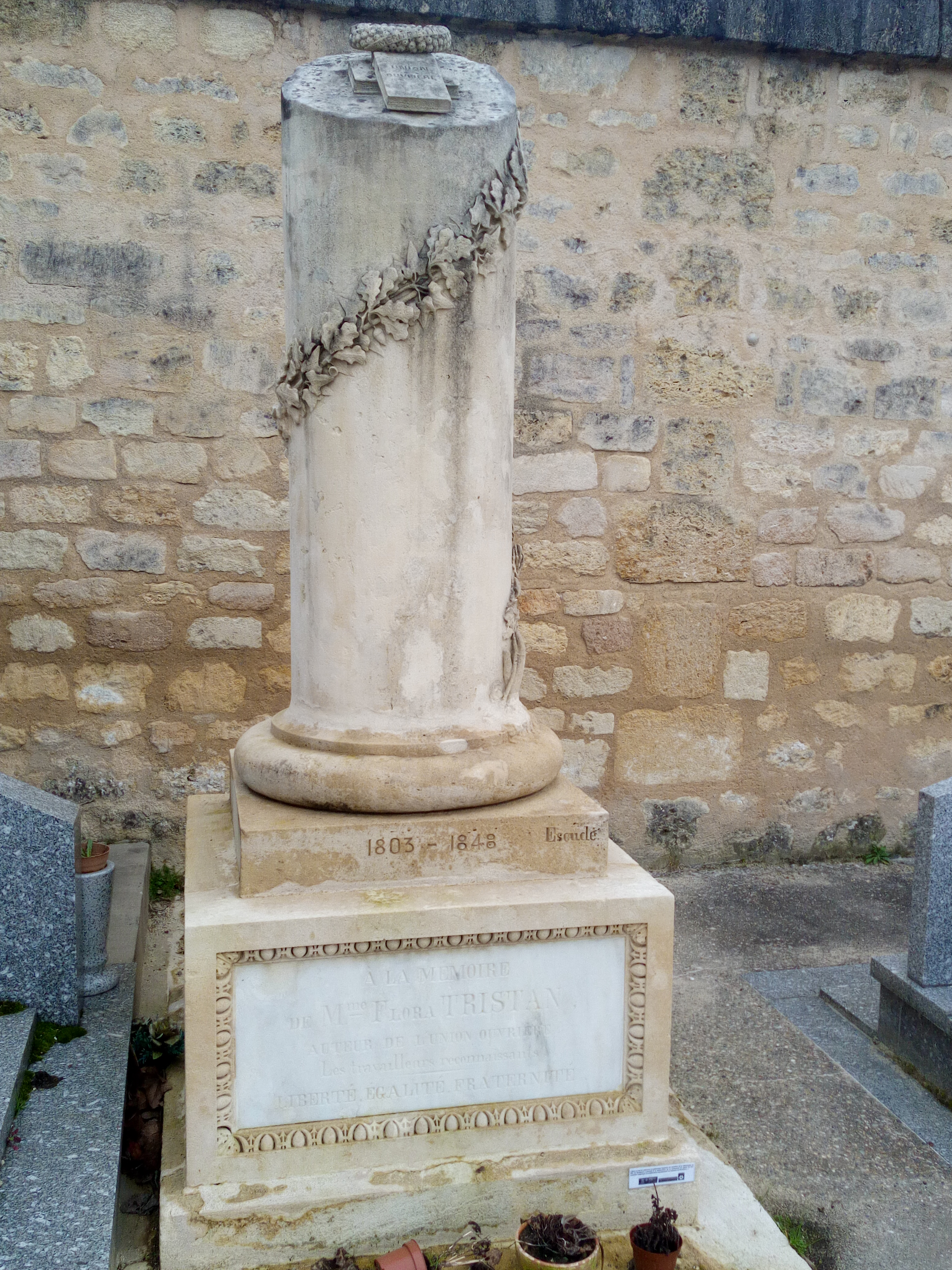
フローラ・トリスタンの墓碑 (ボルドー墓地)

遍歴の最後の地はボルドーであった。「労働者連合」の小冊子を持って、当時ボルドーに住んでいたサン＝シモン主義者エリザ・ルモニエ・シャルル・ルモニエ夫妻のもとを訪れたフローラは病に倒れ、1844年11月14日、腸チフスのため41歳の若さで他界した。シャルルはフローラのデスマスクを作り、「彼女の思い出が労働者たちの間に生き続け、彼女が聖女となり、彼女の墓がフランス遍歴の聖なる巡礼地となるように」と、記念碑を建てるための募金を始めた。この結果、4年後の1848年10月22日、ボルドー墓地に「自由、平等、友愛、連帯」と刻まれた「『労働者連合』の著者フローラ・トリスタン夫人への追悼碑」が彼女に「感謝する労働者」によって建てられた。

## 著書
- Nécessité de faire un bon accueil aux femmes étrangères (外国人女性を歓待する必要性), 1835.
- Pérégrinations d'une paria (1833-1834) (パリアの遍歴), 1837 - フランス国立図書館 電子版 第1巻・第2巻
  - 『ペルー旅行記1833‐1834 ― ある女パリアの遍歴』小杉隆芳訳, 法政大学出版局, 2004
- Méphis (メフィス), 1838.
  - 『メフィス』加藤節子訳, 水声社, 2010
- Promenades dans Londres (ロンドン散策), 1840 - フランス国立図書館 電子版.
  - 『ロンドン散策 ― イギリスの貴族階級とプロレタリア』小杉隆芳, 浜本正文訳, 法政大学出版局, 1987
- L’Union ouvrière (労働者連合), 1843 - フランス国立図書館 電子版.
- L’Émancipation de la Femme ou Le Testament de la Paria (女性解放、もしくはパリアの遺言), 1846 (没後出版) - フランス国立図書館 電子版.
- Tour de France. État présent de la classe ouvrière sous l’aspect moral - intellectuel - matériel (フランス修業遍歴 ― 道徳的・精神的・物質的側面における労働者階級の現状), 1873 (没後出版) - フランス国立図書館 電子版.

## 参考資料
- TRISTAN Flora [TRISTAN Y MOSCOSO Flore, Célestine, Thérèse, Henriette], connue sous le nom de Flora Tristan - le Maitron
- Christine Bard, Sylvie Chaperon, Dictionnaire des féministes. France - XVIIIe-XXIe siècle, Presses Universitaires de France, 2017.
- Michel Winock, Les voix de la liberté. Les écrivains engagés au XIXe siècle, Le Seuil, 29 août 2016.
- 村田京子.「パリア」の作家誕生 ― 労働者階級の作家フロラ・トリスタンの生涯と作品.『女性学研究』第16号. 大阪府立大学女性学研究センター. 2009年3月. pp. 27-73.